# Poggio Catino
Poggio Catino là một đô thị ở tỉnh Rieti trong vùng Latium, có khoảng cách khoảng 45 km về phía đông bắc của Roma và cách khoảng 20 km southvề phía tây của Rieti. Tại thời điểm ngày 31 tháng 12 năm 2004, đô thị này có dân số 1.288 người và diện tích là 15,0 km².
Poggio Catino giáp các đô thị: Cantalupo in Sabina, Forano, Poggio Mirteto, Roccantica, Salisano.